# Język oskijski

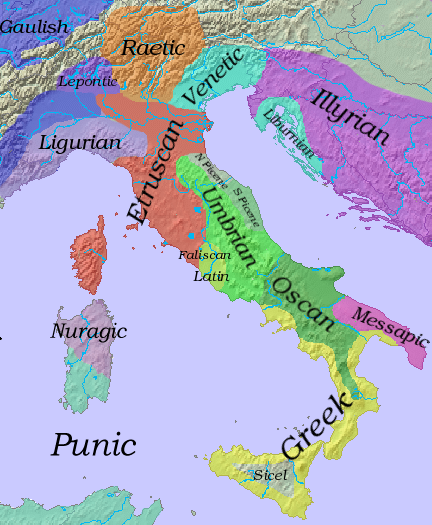
Przybliżone rozmieszczenie języków italskich w VI wieku p.n.e.

Język oskijski – wymarły język indoeuropejski, należący do podgrupy oskijsko-umbryjskiej języków italskich. Język ten był rozpowszechniony na terenach południowej Italii do początku naszej ery, kiedy to został wyparty przez blisko z nim spokrewnioną łacinę. Zachowało się ponad 800 inskrypcji w tym języku, zapisywanych w alfabetach: oskijskim (opartym na etruskim), greckim oraz łacińskim. Najstarsze inskrypcje pochodzą z IV wieku p.n.e., najmłodsze z I wieku p.n.e.